# Лісові пожежі в Сибіру (2022)
Сибірські лісові пожежі 2022 року — це серія лісових пожеж у Сибіру, Російська Федерація, які почалися в Сибіру на початку травня 2022 року. Пожежі зосереджені в Красноярському та Алтайському краях, Іркутській, Кемеровській, Омській, Курганській областях та Хакасії. Загальна площа пожеж станом на 15 травня становить близько 20 тис. га, а з початку 2022 року — понад 100 тис. га.
Можливі причини пожеж — необережне поводження з вогнем під час пікніків у травневі свята, коротке замикання ліній електропередач і підстанцій або загоряння сухої трави. Трьох співробітників електророзподільника «Красноярськенерго» заарештовано та звинувачено у вбивстві.
Станом на 11 травня згоріло 1298 будівель у 60 населених пунктах, у тому числі 200 будинків, щонайменше 13 людей загинули, серед них одна дитина. У місті Красноярську влада виявила, що концентрація дрібних частинок у повітрі перевищила рівень, який вважається небезпечним для здоров'я людей через дим від лісових пожеж. В акаунті громадського об'єднання Омська у твіттері повідомили, що губернатор області зайнятий проведенням пропутінських фестивалів і жодних чітких дій з боку обласного МНС немає.
Президент Російської Федерації Володимир Путін закликав владу вжити рішучих дій, щоб запобігти подальшому поширенню лісових пожеж.
Стверджується, що вони є неконтрольованими через ресурси, спрямовані на російського вторгнення в Україну 2022 року.